# 桃月庵白酒
桃月庵 白酒（とうげつあん はくしゅ）は落語の名跡。当代は三代目を称する。当代以前に名乗った人物は2人確認されている。
- 初代桃月庵白酒 - 初代三遊亭圓生の兄
- 二代目桃月庵白酒 - 後∶五代目朝寝坊むらく

三代目 桃月庵 白酒（1968年12月26日 - ）は落語協会に所属する落語家、同協会理事。本名∶愛甲 尚人。鹿児島県鹿児島市出身。出囃子は「江戸」、紋は『裏梅』、『葉付き三ツ桃』。

## 経歴
1968年　肝属郡南大隅町（旧根占町）で生まれる。1987年3月に鹿児島県立鶴丸高等学校卒業。早稲田大学落語研究会に勧誘され入部した際、落語に興味を持つ。1992年4月に早稲田大学社会科学部中退、五街道雲助に弟子入り。前座名は「五街道はたご」。1992年6月に上野鈴本演芸場で初高座。
1995年6月に二ツ目に昇進して「喜助」に改名。
2005年9月に、三遊亭丈二、三遊亭金也、橘家圓十郎、林家すい平（後廃業）と共に真打に昇進、三代目桃月庵白酒を襲名する。
2021年1月、鈴本演芸場・新宿末広亭の二之席出演中の1月16日に発熱。新型コロナウイルスのPCR検査を受け、19日夜に陽性を確認、自宅療養の後回復。2月7日のソニーミュージックダイレクトによる生配信ライブ「白酒のキモチ～コロナからの帰還編（仮）～」で復帰した。
2022年7月、鈴本演芸場・浅草演芸ホール下席出演中に新型コロナウイルス濃厚接触者となったため26日以降出演を自粛、28日に陽性確認。自宅療養の後回復、8月10日のソニーミュージックダイレクトによる生配信ライブ「桃月庵白酒WEBラジオ第146回『白酒のキモチ～裏を返すは男の矜持SP（仮）～』」で復帰した。
2021年から三遊亭白鳥・林家彦いちと全国のホール落語での公演を中心としたユニット「落語三銃師」を結成している。

## 芸歴
- 1992年4月 - 五街道雲助に入門、前座名「はたご」。
- 1995年6月 - 二ツ目昇進、「喜助」と改名。
- 2005年9月 - 真打昇進、「三代目桃月庵白酒」を襲名。

## 役職
- 2020年∶落語協会理事に就任

## 演目

### 古典
- 青菜
- 井戸の茶碗
- 今戸の狐
- 犬の災難
- うどん屋
- 鰻の幇間
- 厩火事
- 大山詣り
- おかめ団子
- お化け長屋
- 臆病源兵衛
- 親子酒
- 怪談乳房榎
- 火焔太鼓
- 笠碁
- 花瓶
- 替り目
- 御慶
- 甲府い
- 佐々木政談
- 死神
- 芝浜
- 千両蜜柑
- 粗忽長屋
- だくだく
- 短命
- つる
- 転宅
- 徳ちゃん
- 富久
- 錦の袈裟
- 二番煎じ
- 抜け雀
- 寝床
- 壺算
- 禁酒番屋
- 転宅
- 代脈
- 化け物使い
- 花筏
- 花見の仇討
- 不動坊
- 船徳
- 松曳き
- 万病円
- 茗荷宿
- 妾馬
- 百川
- 宿屋の仇討
- 宿屋の富
- 四段目
- らくだ

#### 廓噺
- 明烏
- 幾代餅
- 居残り佐平次
- お茶汲み
- お見立て
- 首ったけ
- 五人廻し
- 付き馬
- 突き落とし
- 二階ぞめき
- 錦の袈裟
- 文違い
- 木乃伊取り
- 山崎屋

### 新作
- 任侠流山動物園
  - 1話「豚次誕生 秩父でブー！」
  - 8話「チャボ子絶唱」
- メルヘンもう半分
- 寄席よりの使者

## 受賞歴
- 1999年2月　北とぴあ若手落語家競演会奨励賞 受賞
- 2005年5月　第10回 林家彦六賞受賞
- 2008年3月　花形演芸大賞「銀賞」　受賞
- 2010年3月　花形演芸大賞「金賞」　受賞
- 2011年　平成22年度国立演芸場花形演芸大賞受賞。平成22年度彩の国落語大賞受賞
- 2018年3月　芸術選奨文部科学大臣新人賞　受賞

## メディア

### テレビ
- 古畑任三郎season3 若旦那の犯罪1999年4月13日 (フジテレビ) 若手落語家役
- 噺家が闇夜にコソコソ（特番：2013年12月29日、レギュラー放送：2014年4月1日 - 、フジテレビ）
- ザ・ノンフィクション（フジテレビ）
  - 「お金が無くても楽しく暮らす方法」（2014年7月13日）
- 奇跡の江戸絵師〜筆一本で未来に挑む〜（2015年3月28日 - 、ナレーター、テレビ東京）
- 超入門!落語 THE MOVIE（2016年10月26日・2017年8月15日・2017年10月5日、噺家、NHK）
- 語落（2020年6月6日、フジテレビ）「茗荷宿」
- 御法度落語 おなじはなし寄席！(2021年1月30日、BS朝日)「だくだく」

### 映画
- ももいろそらを - 印刷屋のおやじ 役
- ぼんとリンちゃん - 会田直人 役
- 逆光の頃(2017年) - みことの父 役
- ツユクサ（2022年4月、東京テアトル）[5] - 菊島純一郎 役
- 二つ目物語（2022年）- 「上席 貧乏昇進」にて居酒屋店主 役

### ラジオ
- 高田文夫のラジオビバリー昼ズ（2022年5月13日、ニッポン放送）

### ネットラジオ
- 桃月庵白酒の「白酒のキモチ」（2014年9月1日～、otonano（ソニーミュージックダイレクト））＊馬場憲一（ざぶとん亭風流企画）と共演。

### ウェブテレビ
- ABEMA寄席（2020年5月2日、ABEMA）[6]

### CD
- 『五街道喜助改メ桃月庵白酒』（ワザオギ・コレカラ）

1.臆病源兵衛 2.富久（WZCR-99001）
- 『桃月庵白酒1』（ワザオギ）

1.短命 2.井戸の茶碗（WZCR-14001）
- 『毎日新聞落語会 桃月庵白酒』（Sony Music Direct）

1.火焔太鼓 2.鰻の幇間（CD - 2012）
- 『桃月庵白酒2』（ワザオギ）

1.錦の袈裟 2.粗忽長屋 3.松曳き（WZCR-14002）

### DVD
- 『ワザオギ落語会VOL.1』（WZBR-0001）

「壺算」を収録
- 『ワザオギ落語会VOL4』（WZBR-0004）

「転宅」を収録

### 著書
- 『白酒ひとり壺中の天 火焔太鼓に夢見酒』（白夜書房 落語ファン倶楽部新書、2013年9月）ISBN 978-4864940047
- 『桃月庵白酒と落語十三夜』桃月庵白酒（著）杉江松恋（聞き手）（KADOKAWA、2016年8月）ISBN 9784041043172
- 『古典と新作らくご絵本 ぬけすずめ―古典落語「抜け雀」より』桃月庵 白酒（文）nakaban（絵）ばば けんいち（編）（あかね書房、2016年5月）ISBN 9784251095060

#### 共著・ほか
- 『古典落語 知っているようで知らない話のツボ』（竹書房、2016年3月）ISBN 9784801906440
- 『十八番の噺―落語家が愛でる噺の話』（フィルムアート社、2017年9月）ISBN  9784845917020
- 広瀬和生『噺家のはなし』（小学館、2012年5月）ISBN 9784093882514
- 広瀬和生『僕らの落語』（淡交新書、2016年11月）ISBN 9784473041289　＊春風亭一之輔との対談収録。
- 広瀬和生『この落語家に訊け！』（アスペクト、2010年2月）ISBN 9784757217416

## 弟子

### 二ツ目
- 桃月庵こはく[7]
- 桃月庵白浪[8]
- 桃月庵黒酒

### 前座
- 桃月庵ぼんぼり

## 関連人物
- 三遊亭白鳥 - 名前に「白」がある同士で、2010年より「Wホワイト落語会」という二人会を定期的に開催している。